# Condado de Towner
O Condado de Towner é um dos 53 condados do Estado americano da Dakota do Norte. A sede do condado é Cando, e sua maior cidade é Cando. O condado possui uma área de 2 698 km² (dos quais 44 km² estão cobertos por água), uma população de 2 876 habitantes, e uma densidade populacional de 1 hab/km² (segundo o censo nacional de 2000). O condado foi fundado em 24 de janeiro de 1884.